# Karl Noehles
Karl Noehles (* 8. November 1922 in Münster; † 21. Januar 2018 ebenda) war ein deutscher Kunsthistoriker. 
Noehles studierte nach Ende des Zweiten Weltkrieges Kunstgeschichte, Archäologie und deutsche Literaturgeschichte an der Universität Münster. 1953 wurde er mit einer Arbeit über westfälische Taufsteine aus dem 12. und 13. Jahrhundert zum Dr. phil. promoviert. Von 1954 bis 1962 war er Stipendiat an der Bibliotheca Hertziana in Rom. 1964 habilitierte er sich mit einer Schrift über die Kirche Santi Luca e Martina in Rom. Seit 1964 dozierte er in Münster und hatte seit 1969 eine Professur für Kunstgeschichte an der Universität Münster inne.
Wissenschaftliche Arbeitsgebiete waren die deutsche und italienische mittelalterliche Skulptur, die deutsche und italienische Barockarchitektur sowie die westfälische Kunstgeschichte.
1997 wurde er in die Accademia di San Luca in Rom aufgenommen.
Verheiratet war er mit der Kunsthistorikerin Gisela Noehles (1930-2025).

## Veröffentlichungen (Auswahl)
- La chiesa dei SS. Luca e Martina nell'opera di Pietro da Cortona. Bozzi, Rom 1970.